# John Hummer
John R. Hummer (nacido el 4 de mayo de 1948 en Washington D. C.) es un exjugador de baloncesto estadounidense que jugó 6 temporadas en la NBA. Con 2,05 metros de altura, lo hacía en la posición de ala-pívot. En la actualidad es director de gestión de la empresa Hummer Winblad, que fundó en 1989.

## Trayectoria deportiva

### Universidad
Jugó durante dos temporadas con los Tigers de la Universidad de Princeton, en las que promedió 15,4 puntos y 8,2 rebotes por partido. Posee el récord de mejor porcentaje de lanzamientos a canasta en un partido de la Ivy League, anotando 13 de 16 intentos (un 81.3%) ante St. John's en 1969. En sus dos últimas temporadas fue incluido en el mejor quinteto de su conferencia.

### Profesional
Fue elegido en la decimoquinta posición del Draft de la NBA de 1970 por Buffalo Braves, y también por los The Floridians de la ABA, eligiendo la primera opción. Su primera temporada fue la más destacada de su carrera, ocupando puesto de titular, promedió 11,3 puntos, 8,9 rebotes y 2,0 asistencias por partido. Al año siguiente perdió protagonismo en el equipo, tras la adquisición en el draft del 71 de Elmore Smith, viéndose relegado al banquillo.
Antes del comienzo de la temporada 1973-74 fue traspasado, junto con dos segundas rondas futuras del draft a Chicago Bulls, a cambio de Gar Heard y Kevin Kunnert. En los Bulls apenas jugó 18 partidos, en los que promedió 3,3 puntos, antes de ser traspasado nuevamente esta vez a Seattle Supersonics a cambio de una nueva futura ronda del draft. En los Sonics actuó como suplente de Spencer Haywood, aunque las lesiones le hicieron perderse muchos partidos en las 3 temporadas que jugó allí. Al término de la temporada 1975-76 decidió retirarse.

## Estadísticas de su carrera en la NBA

### Temporada regular
| Temp.   | Edad | Equipo  | Liga | P   | TIT | MIN  | TC  | TCA | %TC  | 3P | 3PA | %3P | TL  | TLA | %TL  | R.OF. | R.DEF. | REB | ASIS | ROB | TAP | PER | FP  | PTS  |
| 1970-71 | 22   | Buffalo | NBA  | 81  |     | 32.6 | 4.2 | 9.4 | .444 |    |     |     | 2.9 | 5.0 | .580 |       |        | 8.9 | 2.0  |     |     |     | 3.5 | 11.3 |
| 1971-72 | 23   | Buffalo | NBA  | 55  |     | 21.6 | 2.1 | 5.3 | .390 |    |     |     | 1.1 | 2.3 | .468 |       |        | 4.2 | 1.3  |     |     |     | 3.2 | 5.2  |
| 1972-73 | 24   | Buffalo | NBA  | 66  |     | 23.4 | 3.1 | 7.0 | .444 |    |     |     | 1.7 | 3.1 | .561 |       |        | 4.9 | 2.1  |     |     |     | 2.8 | 8.0  |
| 1973-74 | 25   | TOTAL   | NBA  | 53  |     | 21.1 | 2.7 | 5.8 | .472 |    |     |     | 1.1 | 2.3 | .476 | 1.6   | 3.8    | 5.3 | 2.0  | 0.5 | 0.4 |     | 2.2 | 6.5  |
| 1973-74 | 25   | Chicago | NBA  | 18  |     | 10.3 | 1.3 | 2.6 | .500 |    |     |     | 0.8 | 1.6 | .500 | 0.7   | 1.3    | 2.1 | 0.7  | 0.2 | 0.1 |     | 1.7 | 3.3  |
| 1973-74 | 25   | Seattle | NBA  | 35  |     | 26.7 | 3.5 | 7.4 | .467 |    |     |     | 1.3 | 2.7 | .469 | 2.0   | 5.0    | 7.0 | 2.7  | 0.7 | 0.6 |     | 2.5 | 8.2  |
| 1974-75 | 26   | Seattle | NBA  | 43  |     | 13.2 | 1.0 | 2.5 | .380 |    |     |     | 0.3 | 1.2 | .275 | 0.7   | 1.8    | 2.4 | 0.9  | 0.2 | 0.2 |     | 1.5 | 2.2  |
| 1975-76 | 27   | Seattle | NBA  | 29  |     | 12.6 | 1.1 | 2.3 | .478 |    |     |     | 0.6 | 1.4 | .415 | 0.7   | 1.9    | 2.7 | 0.9  | 0.2 | 0.3 |     | 2.4 | 2.8  |
| Total   |      |         | NBA  | 327 |     | 22.7 | 2.7 | 6.1 | .438 |    |     |     | 1.5 | 2.9 | .524 | 1.1   | 2.6    | 5.3 | 1.7  | 0.3 | 0.3 |     | 2.8 | 6.9  |

### Playoffs
| Temp.   | Edad | Equipo  | Liga | P | MIN | TCA | TC | 3PA | 3P | TLA | TL | R.OF. | REB | ASIS | ROB | TAP | PER | FP | PTS | %TC  | %3P | %FT | MIN  | PTS | REB | AST |
| 1974-75 | 26   | Seattle | NBA  | 6 | 68  | 0   | 7  |     |    | 0   | 0  | 1     | 9   | 4    | 2   | 0   |     | 7  | 0   | .000 |     |     | 11.3 | 0.0 | 1.5 | 0.7 |
| 1975-76 | 27   | Seattle | NBA  | 3 | 16  | 2   | 3  |     |    | 0   | 0  | 1     | 1   | 0    | 0   | 0   |     | 3  | 4   | .667 |     |     | 5.3  | 1.3 | 0.3 | 0.0 |
| Total   |      |         | NBA  | 9 | 84  | 2   | 10 |     |    | 0   | 0  | 2     | 10  | 4    | 2   | 0   |     | 10 | 4   | .200 |     |     | 9.3  | 0.4 | 1.1 | 0.4 |